# Trombosi
La trombosi (dal greco θρόμβωσις, derivato di θρόμβος, «grumo, trombo») è un processo patologico che consiste nella formazione di trombi all'interno dei vasi sanguigni, che ostacolano o impediscono la normale circolazione del sangue.
A seconda del tipo di vaso coinvolto si parla di trombosi arteriosa o venosa. Le trombosi venose o flebotrombosi, associate spesso a varici, sono più frequenti e si localizzano maggiormente negli arti inferiori; si distinguono in trombosi venosa profonda (TVP) e superficiale. Per quanto riguarda le lesioni arteriose, i trombi possono essere in relazione all'aterosclerosi.

## Eziologia
Il trombo è una massa solida formata da fibrina contenente piastrine, globuli rossi e bianchi, che si forma per coagulazione del sangue all'interno di un sistema cardiovascolare non interrotto: questa caratteristica lo distingue dal coagulo, che invece si forma all'esterno del sistema cardiovascolare quando esso presenti un'interruzione oppure all'interno di un sistema cardiovascolare dopo la morte dell'individuo.
I trombi possono formarsi in qualsiasi punto del sistema cardiovascolare e sono sempre ancorati alla parete del vaso.
La formazione di un trombo ha cause riconducibili essenzialmente a tre alterazioni predisponenti principali, descritte dalla cosiddetta triade di Virchow:
- Lesione dell'endotelio (incluso qualsiasi tipo di disfunzione endoteliale)

Questo è l'unico fattore della triade in grado di determinare completamente ed autonomamente una trombosi. Un danno alla superficie interna di un vaso provoca il rilascio, da parte delle cellule endoteliali, di varie sostanze, tra cui le endoteline (potenti vasocostrittori che agiscono nelle arteriole a livello della lesione) ed il fattore di von Willebrand (vWF), una proteina che permette l'adesione piastrinica mediando l'interazione tra le piastrine e la matrice extracellulare esposta, che è trombogenica. Per indurre la formazione di un trombo non è però necessario esclusivamente un danno fisico alle cellule endoteliali, sono sufficienti alterazioni delle loro attività pro- ed anti-trombotiche, come una maggiore produzione di fattori coagulanti o una diminuita produzione dei fattori anticoagulanti. L'ulcerazione di placche aterosclerotiche può esporre la matrice sottoendoteliale e causare inoltre stasi e turbolenza ematica.
- Stasi venosa o turbolenza del flusso sanguigno

La turbolenza può essere causa di danno o disfunzione endoteliale, di flussi controcorrente o di zone di stasi; la stasi sanguigna a sua volta rappresenta la causa più importante dei trombi. Stasi e turbolenza promuovono l'attivazione dell'endotelio in senso pro-coagulativo, portano le piastrine a contatto con l'endotelio, impediscono la rimozione e la diluizione dei fattori della coagulazione attivati nonché l'afflusso dei fattori che inibiscono la coagulazione.
- Ipercoagulabilità (detta anche trombofilia)

L'ipercoagulabilità è l'alterazione delle vie della coagulazione ed è il fattore meno frequente nelle trombosi; può essere classificata in forme primarie (o genetiche) e forme secondarie (o acquisite).

### Caratteristiche e classificazione dei trombi
I trombi arteriosi o intracardiaci solitamente insorgono a causa di danni endoteliali; quelli venosi invece per stasi.
A seconda della sede e delle circostanze del loro sviluppo, i trombi assumono caratteristiche differenti; essi vengono classificati in base a tre caratteristiche: la loro composizione (elementi corpuscolati e fibrina), le loro dimensioni e la loro sede. La caratteristica che accomuna tutti i tipi di trombi è che la loro direzione di accrescimento è sempre rivolta verso il cuore: nel caso dei trombi venosi, la distribuzione dei fattori protrombotici avviene lentamente ed omogeneamente lungo tutto il corpo del trombo permettendo una crescita in direzione del cuore; nel caso dei trombi arteriosi, l'impetuosità del flusso permette l'azione dei fattori protrombotici solo alla cima del trombo, cioè nella parte che per prima viene a contatto col flusso.
In base alla composizione si distinguono tre tipi di trombi, dovuti ai diversi effetti possibili della velocità del flusso ematico e della rapidità della coagulazione:
- trombi bianchi: formati da piastrine, fibrina, pochi globuli rossi e pochi globuli bianchi; sono peculiari delle arterie, dove il flusso veloce non permette di catturare globuli rossi;
- trombi rossi o "da stasi": formati da piastrine, fibrina, molti globuli rossi e molti globuli bianchi; sono peculiari delle vene, per la lentezza del flusso;
- trombi variegati: presentano zone chiare e zone rosse alternate ("strie di Zahn"), a causa di un lento processo di aggregazione piastrinica che ha intrappolato alcuni globuli rossi nei momenti di bassa velocità del flusso ematico (condizione che si verifica, ad esempio, dopo ogni contrazione a livello del cuore e del primo tratto dell'aorta).

In base alle dimensioni si distinguono in trombi:
- ostruttivi: che occludono l'intero lume del vaso;
- parietali: che non occludono tutto il vaso;
- a cavaliere: situati sullo sprone di una biforcazione.

Infine i trombi si possono ancora suddividere per sede:
- arteriosi: sono quelli che causano gli infarti; si formano in particolare nelle coronarie, nelle arterie cerebrali e in quelle degli arti inferiori;
- venosi: sempre occlusivi, si formano in sede di dilatazione del vaso (varici) o di ulcere; si formano per il 90% negli arti inferiori, ma possono interessare anche gli arti superiori, la prostata, le vene ovariche ed uterine;
- intracardiaci: localizzati in particolare negli atri;
- aneurismatici: localizzati nel falso lume di aneurismi arteriosi.

Sono inoltre detti trombi murali quelli formatisi nelle cavità cardiache o nell'aorta.

## Classificazione delle trombosi

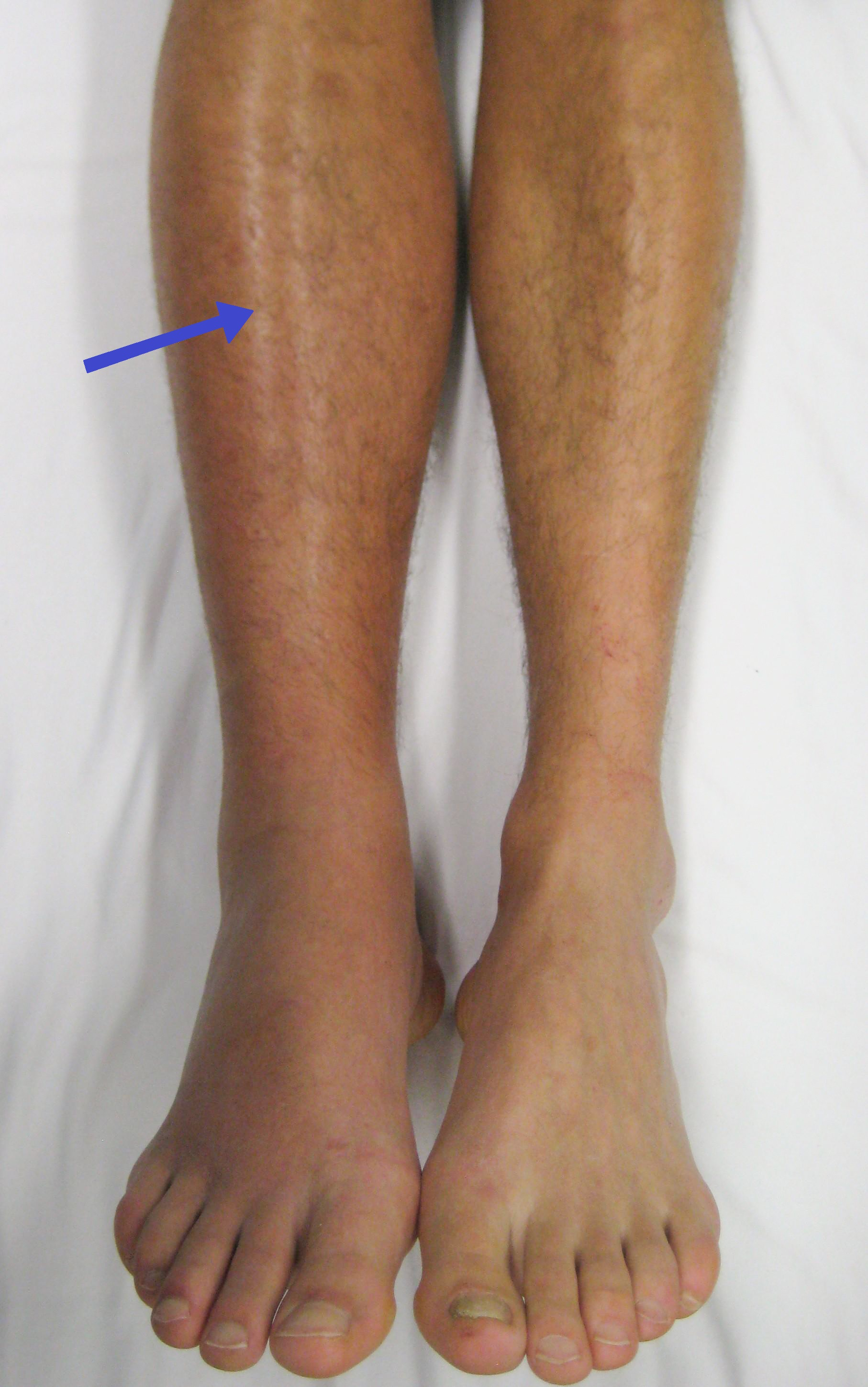
Trombosi venosa profonda: la gamba destra (a sinistra nell'immagine) è gonfia ed arrossata a causa dell'ostruzione del flusso venoso.

Nella pratica clinica si riconoscono numerose forme di trombosi, sia venose sia arteriose sia sistemiche, tra cui:

### Trombosi venose
- Flebotrombosi
- Trombosi venosa profonda
- Tromboflebite
- Sindrome della classe economica
- Sindrome di Paget-von Schroetter (I82.8)

### Trombosi arteriose
- Trombosi ascendente dell'aorta addominale: si ha quando una placca aterosclerotica interessa cronicamente il carrefour (biforcazione) aortico oppure le arterie iliache comuni. Mentre circoli collaterali sostengono il flusso all'arto, evitando di dare una sintomatologia importante, a monte della stenosi aterosclerotica si ha flusso turbolento e stasi ematica che causano trombosi. Quest'ultima sale sia “capillarmente”, cioè arrampicandosi lungo le pareti dell'aorta, sia “orizzontalmente” con strati che si sovrappongono. Ciò comporta:

1. sindrome di Leriche, caratterizzata da assenza dei polsi su entrambi gli arti, claudicatio glutea ed impotenza nel maschio;
2. quando la trombosi arriva alla arteria mesenterica inferiore e la blocca, vengono compromessi i circoli collaterali che la stessa arteria mesenterica inferiore rifornisce;
3. salendo blocca anche le arterie lombari con conseguente ischemia midollare e paraplegia;
4. può arrivare alle arterie renali dando insufficienza renale acuta.

### Trombosi sistemiche
- Trombocitopenia indotta da eparina
- Phlegmasia coerulea dolens (I80.2)
- Sindrome da anticorpi antifosfolipidi (D68.8)

## Evoluzione e complicazioni dei trombi
Se la trombosi non causa morte del soggetto, il trombo può evolvere in quattro situazioni:
- Ulteriore accrescimento;
- Embolia trombotica: è la complicazione più ingravescente, la situazione in cui un trombo si stacca dalla parete del vaso che la contiene e migra in altra regione del circolo, potendo ostruire altri vasi in distretti più importanti. Le più frequenti embolie venose sono le embolie polmonari; quelle arteriose sono spesso destinate a causare ictus cerebrale o infarti;
- Dissolvimento: la fibrinolisi attivata dall'organismo può distruggere i trombi recenti, ma con il progredire delle ore essi diventano sempre più stabili e resistenti;
- Cicatrizzazione: all'interno di un trombo vecchio, cellule quali i fibroblasti, le cellule endoteliali e le cellule muscolari lisce formano piccoli capillari e trasformano la massa di fibrina e piastrine in un tessuto connettivo che sarà reintegrato nella parete del vaso.

Le complicanze più frequenti nella storia di un trombo sono la calcificazione, in caso di necrosi delle piastrine e dei globuli, e la tromboflebite, in caso di infezione del trombo.